# Pieriedwiżnicy

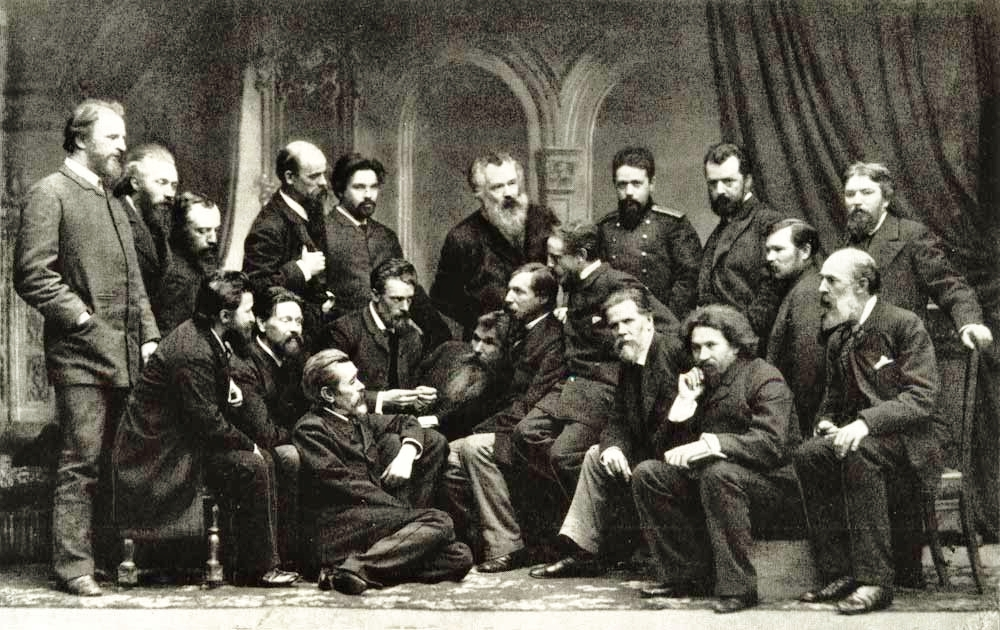
Piriedwiżnicy w 1885 r.; od lewej: Miasojedow, Sawiczkin, Polenow, Ammosow, Kisjeliew, Jefim Wołkow, Surikow, Szyszkin, Niewriew, W. Makowskij, Litwoczienko, Prianisznikow, Jaroszenko,(?), Ljemoch, Kramskoj, Riepin, Iwanow, N. Makowskij, Bieggrow

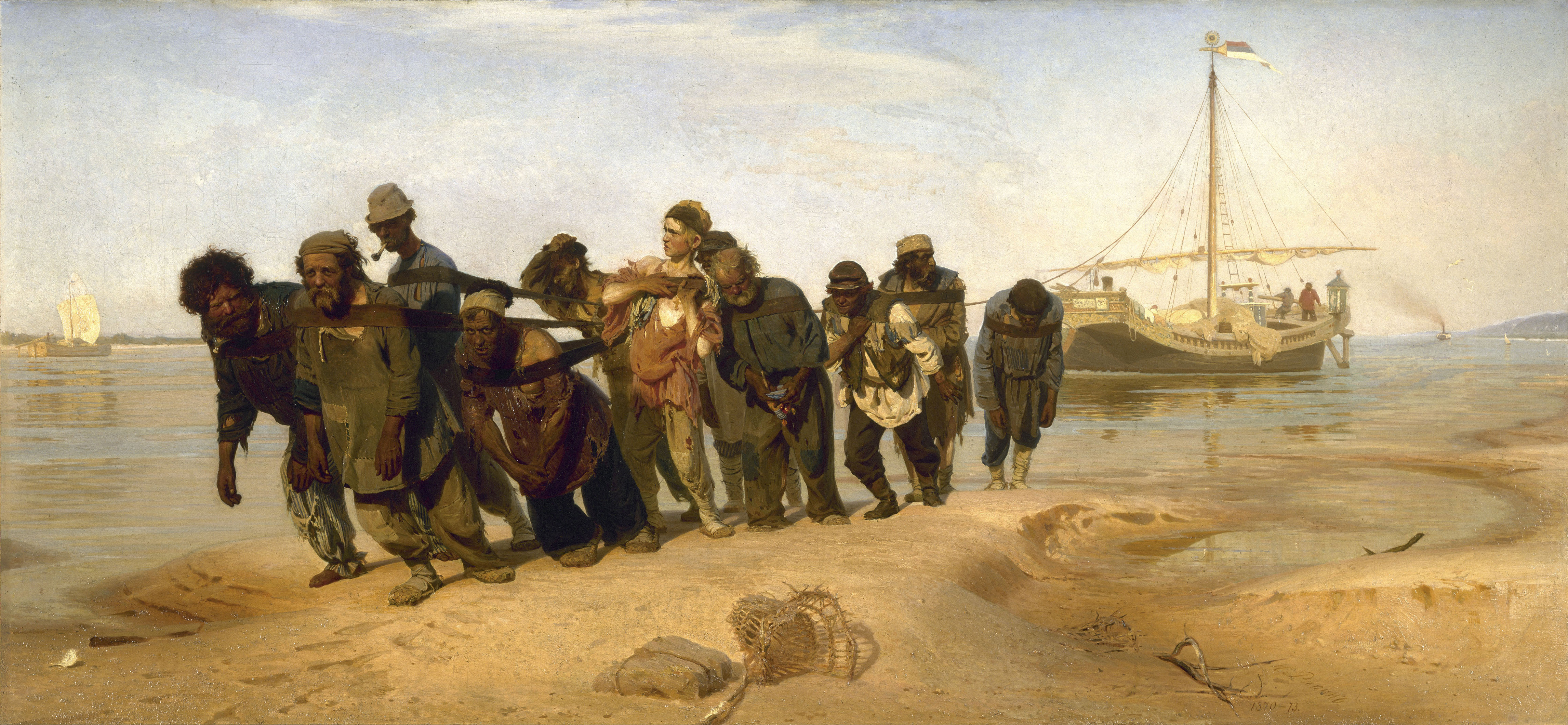
Ilja Riepin, Burłacy na Wołdze, 1872–1873

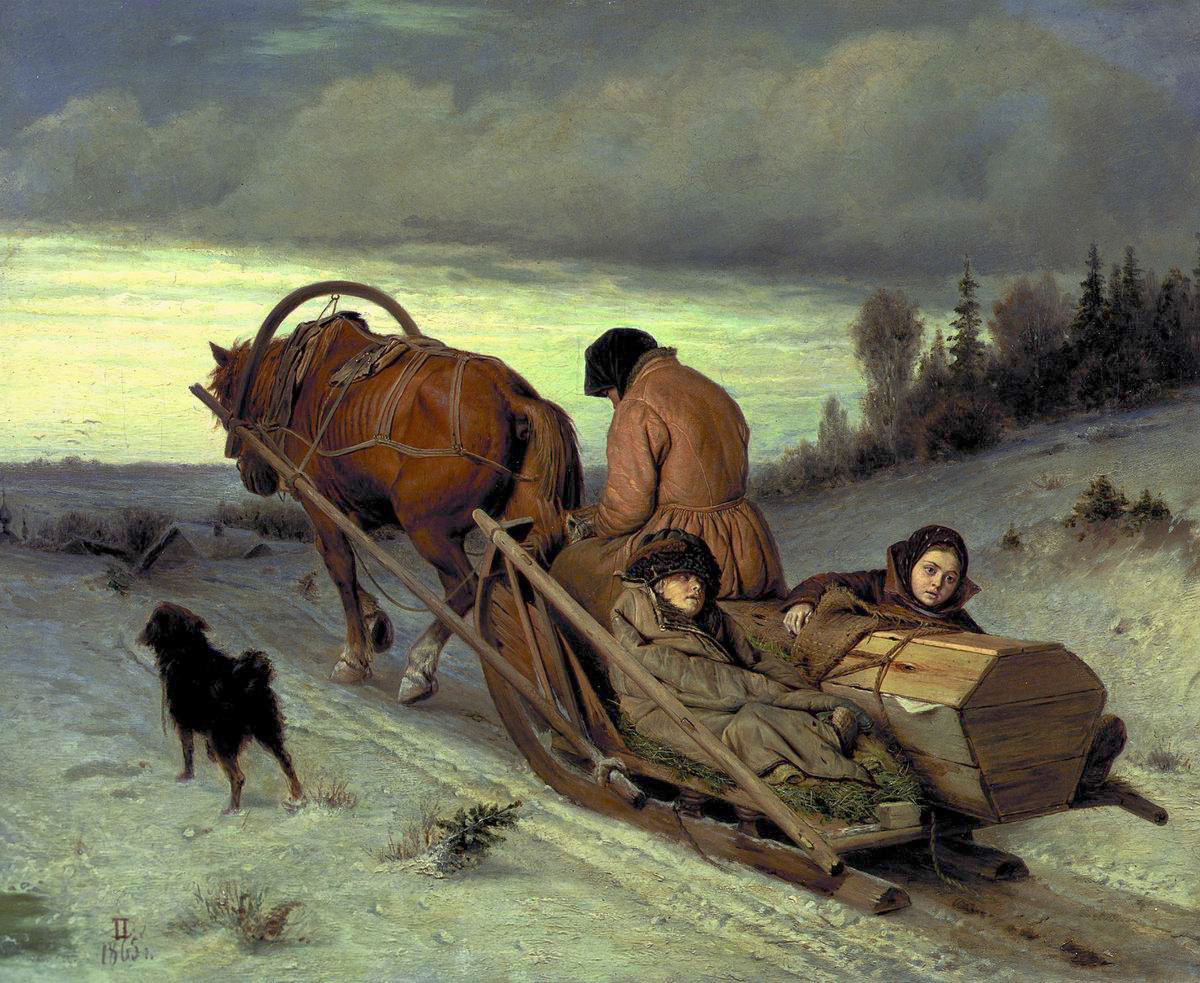
Wasilij Pierow, Wiejski pogrzeb, 1865

Pieriedwiżnicy (ros. передвижники), Towarzystwo Objazdowych Wystaw Artystycznych (ros. Товарищество передвижных художественных выставок) – rosyjska grupa artystyczna, powstała w 1870 w Petersburgu. Skupiała głównie absolwentów szkoły petersburskiej, malarzy i rzeźbiarzy.
Powstałe z inicjatywy Iwana Kramskiego, Grigorija Miasojedowa, Nikołaja Ge oraz Wasilija Pierowa Stowarzyszenie miało na celu popularyzację sztuki narodowej przepojonej dążeniami postępowymi. Tematyką prac były pejzaże, malarstwo historyczne, sceny rodzajowe i portrety, ukazywana była ciężka dola ludu i zacofanie Rosji.
Niektórzy członkowie stowarzyszenia:
- Abram Jefimowicz Archipow
- Nikołaj Nikołajewicz Ge
- Walerij Iwanowicz Jakobi
- Nikołaj Aleksandrowicz Jaroszenko
- Nikołaj Aleksiejewicz Kasatkin
- Iwan Nikołajewicz Kramskoj
- Archip Iwanowicz Kuindży
- Rafaił Siergiejewicz Lewicki
- Isaak Iljicz Lewitan
- Konstantin Jegorowicz Makowski
- Władimir Jegorowicz Makowski
- Grigorij Grigoriewicz Miasojedow
- Nikołaj Wasiljewicz Niewriew
- Leonid Osipowicz Pasternak
- Wasilij Grigoriewicz Pierow
- Wasilij Dmitrijewicz Polenow
- Iłłarion Michajłowicz Prianisznikow
- Andriej Pietrowicz Riabuszkin
- Ilja Jefimowicz Riepin
- Aleksiej Kondratiewicz Sawrasow
- Walentin Aleksandrowicz Sierow
- Wasilij Iwanowicz Surikow
- Iwan Iwanowicz Szyszkin
- Apollinarij Michajłowicz Wasniecow
- Wiktor Michajłowicz Wasniecow

W okresie 1871 do 1923 r. grupa zorganizowała 48 wystaw w Moskwie i w Petersburgu, oraz na tzw. „miastach prowincji”, m.in. w Kijowie, w Charkowie, w Kazaniu, w Rydze, w Odessie. Ostatnia wystawa odbyła się w 1923 roku, po której Towarzystwo zakończyło działalność.
Za kontynuatorów tej tradycji uważa się Stowarzyszenie Artystów Rewolucyjnej Rosji (AChRR).
Dużą część prac członków tego towarzystwa zgromadził kupiec moskiewski Pawieł Trietjakow i jego brat. Trafiły one do Galerii Trietiakowskiej.